# Columbiana (Alabama)
Pour les articles homonymes, voir Columbiana.
La ville de Columbiana est le chef-lieu (siège) du comté de Shelby, dans l'État de l'Alabama, aux États-Unis. Au recensement de 2010, sa population était de 4 197 habitants.

## Démographie
| Groupe          | Columbiana | Alabama | États-Unis |
| --------------- | ---------- | ------- | ---------- |
| Blancs          | 71,3       | 68,5    | 72,4       |
| Afro-Américains | 25,1       | 26,2    | 12,6       |
| Autres          | 1,6        | 1,5     | 6,2        |
| Métis           | 1,3        | 1,5     | 2,9        |
| Asiatiques      | 0,2        | 1,1     | 4,8        |
| Amérindiens     | 0,3        | 0,6     | 0,9        |
| Océaniens       | 0,1        | 0,1     | 0,2        |
| Total           | 100,0      | 100,0   | 100,0      |
| Hispaniques     | 3,0        | 3,9     | 16,7       |

| 1880 | 1890 | 1900  | 1910  | 1920  | 1930  | 1940  | 1950  |
| ---- | ---- | ----- | ----- | ----- | ----- | ----- | ----- |
| 496  | 654  | 1 075 | 1 079 | 1 073 | 1 180 | 1 197 | 1 761 |

| 1960  | 1970  | 1980  | 1990  | 2000  | 2010  | - | - |
| ----- | ----- | ----- | ----- | ----- | ----- | - | - |
| 2 264 | 2 248 | 2 655 | 2 968 | 3 316 | 4 197 | - | - |

Selon l'American Community Survey, pour la période 2011-2015, 98,94 % de la population âgée de plus de 5 ans déclare parler l'anglais à la maison, 0,99 % déclare parler l'espagnol et 0,17 % le tagalog.